# 孙村镇 (旌德县)
孙村乡，是中华人民共和国安徽省宣城市旌德县下辖的一个乡镇级行政单位。

## 行政区划
孙村乡下辖以下地区：
玉溪村、新建村、孙村、玉屏村、合庆村和碧云村。